# B-Z-T Car Company
B-Z-T Car Company war ein US-amerikanischer Hersteller von Automobilen.
Eine andere Quelle verwendet die Firmierung B-Z-T Cyclecar Company.

## Unternehmensgeschichte
C. K. Ball, W. H. Zeh und D. N. Thompson gründeten 1914 das Unternehmen. Als Firmierung wählten sie die Anfangsbuchstaben ihrer Namen. Der Sitz war in Owego im US-Bundesstaat New York. Im April 1914 war der erste Prototyp fertig, der ab Mai 1914 getestet wurde. 1915 begannen Produktion und Vermarktung. Der Markenname lautete B-Z-T. Im gleichen Jahr endete die Produktion.

## Fahrzeuge
Im Angebot stand nur ein Modell. Manche Quelle bezeichnen es als Cyclecar, obwohl es die Kriterien nicht erfüllt. Der Hersteller gab Light Car, also Kleinwagen an. Sein Zweizylindermotor war luftgekühlt. Er hatte 88,9 mm Bohrung, 101,6 mm Hub, 1261 cm³ Hubraum und war mit 12/15 PS angegeben. Er trieb über ein Friktionsgetriebe und eine Kardanwelle die Hinterräder an. Das Fahrgestell hatte 239 cm Radstand und 91 cm Spurweite. Karosseriert war das Fahrzeug als zweisitziger Roadster. Der Neupreis betrug 385 US-Dollar. Zum Vergleich: Das längere und stärkere und sicherlich stabilere Ford Modell T kostete in dem Jahr in der billigsten Ausführung 440 Dollar.